# Soběšice
Soběšice település Csehországban, a Klatovyi járásban. Soběšice Strašín, Volenice, Domoraz, Žihobce, Bukovník, Nová Ves, Krejnice, Strašice és Frymburk településekkel határos. Lakosainak száma 382 fő (2024. január 1.).

## Népesség
A település lakosságának változását az alábbi diagram mutatja:
| Lakosok száma | 1420 | 1518 | 1465 | 919  | 611  | 393  | 390  | 384  | 382  | 382  |
|               | 1869 | 1890 | 1921 | 1950 | 1980 | 2001 | 2017 | 2019 | 2022 | 2024 |